# اللواء الإسلامي السابع
اللواء الإسلامي السابع (بالبوسنوية: Sedma muslimanska brigada)‏ كان لواء في جيش جمهورية البوسنة والهرسك. غالبا ما أسيء تفسيره من قبل وسائل الإعلام الصربية والكرواتية التي خلطت بينه وبين فرقة المتطوعين العرب المعروفة باسم المجاهدون - مقاتلون أجانب من دول إسلامية مختلفة قاتلوا خلال حرب البوسنة والهرسك 1992-1995. كان اللواء السابع يضم أكثر من 3000 جندي محلي وكان جزء من الفيلق الثالث للجيش البوسني بينما كان المجاهدون مفرزة مستقلة.

## الخلفية
أُنشئ اللواء الإسلامي الجبلي السابع في 18 ديسمبر 1992 بناء على اقتراح من أفراد قوة الدفاع الإقليمية المؤقتة لجمهورية البوسنة والهرسك في زينيتسا التي كان جنودها موجودين على هضبة فلاسيتش. أصر هؤلاء الرجال وجميعهم من المسلمين البوشناق على تسمية الوحدة رسميا باسم الإسلامي. ينتمي اللواء إلى الفيلق الثالث بجيش جمهورية البوسنة والهرسك.
عند إنشائه قرر المقدم أنور حاجي حسنوفيتش بصفته قائد الفيلق الثالث تعيين الرجال التالية أسماؤهم لقيادة الوحدة:
- القائد: محمود كراليتش.
- رئيس الأركان: عاصم قريشيتش.
- مساعد رئيس العمليات والمناهج: أمير كوبورا.

في 12 مارس 1993 عين الجنرال سيفير خليلوفيتش عاصم قريشيتش لقيادة الوحدة على الرغم من أن أمير كوبورا أصبح في الواقع القائد الفعلي للعمليات العسكرية. تم تعيين أمير كوبورا رسميا قائدا في 6 أغسطس 1993.
كان مقر القيادة واللواء يقع في بيلميسكي في زينيتسا. كان مقر الكتيبة الأولى في تراونيك. كان لكل كتيبة أربع سرايا وكان العدد الإجمالي للقوات حوالي 1500. كان اللواء الإسلامي الجبلي السابع يرتدي شارة الأكمام مع الشهادتين الأمر الذي أثار انزعاج وإرباك المراقبين الخارجيين.

## مجاهدو البوسنة
خلال حروب يوغوسلافيا جاء المتطوعون العرب عبر كرواتيا إلى البوسنة والهرسك لمساعدة الجيش البوسني. لا يزال عدد المتطوعين المجاهدين محل خلاف من حوالي 300 إلى 1500. تسبب ذلك في جدل خاص: المقاتلون الأجانب الذين نصبوا أنفسهم بالمجاهدين ظهروا في البوسنة والهرسك حوالي عام 1993 حاملين وثائق هوية وجوازات سفر كرواتية. وسرعان ما اجتذبوا انتقادات شديدة معتبرين وجودهم دليل على الأصولية الإسلامية العنيفة في قلب أوروبا. ومع ذلك فقد أصبح المتطوعون الأجانب غير محبوبين حتى مع العديد من السكان المسلمين البوسنيين لأن جيش جمهورية البوسنة والهرسك كان لديه الآلاف من القوات ولم يكن بحاجة إلى المزيد من الجنود ولكن للأسلحة. كان العديد من ضباط الجيش البوسني والمثقفين متشككين بشأن وصول المتطوعين الأجانب إلى الجزء الأوسط من البلاد لأنهم أتوا من سبليت وزغرب في كرواتيا وتم تمريرهم عبر المجتمع الكرواتي في الجمهورية الكرواتية في البوسنة والهرسك دون مشاكل على عكس جنود الجيش البوسني الذين كانوا منتظمين واعتقلوا من قبل القوات الكرواتية. على الرغم من أن عزت بيغوفيتش اعتبرهم ذات قيمة رمزية كدليل على دعم العالم الإسلامي للبوسنة والهرسك إلا أنهم لم يحدثوا فرق عسكري كبير وأصبحوا عبء سياسي كبير.